# Mains of Rothiemay

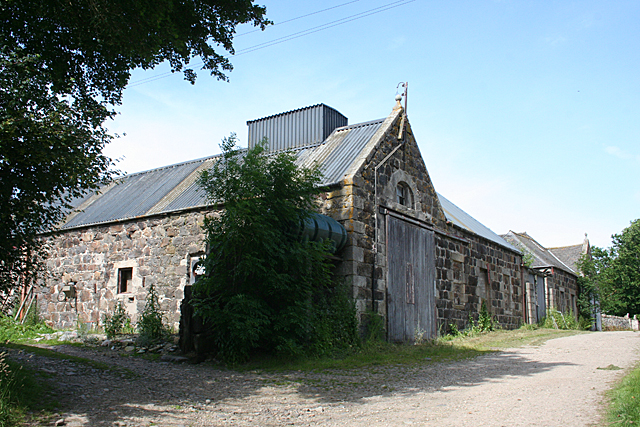
Mains of Rothiemay

Mains of Rothiemay ist ein Bauernhof und ehemaliger Gutshof nahe der schottischen Ortschaft Milltown of Rothiemay in der Council Area Moray. 1976 wurde seine Scheune in die schottischen Denkmallisten zunächst in der Kategorie B aufgenommen. Die Hochstufung in die höchste Denkmalkategorie A erfolgte 1989.

## Geschichte
Am Standort befand sich das Tower House Rothiemay Castle, das vermutlich auf die zweite Hälfte des 15. Jahrhunderts zurückgeht. Bereits 1492 ist eine zugehörige Mühle belegt, die als Keimzelle des Gutshofs gelten kann. 1741 fiel das Anwesen an die Linie der Duffs, die später zu den Earls und Dukes of Fife erhoben wurde. Bis 1888 befand sich das Anwesen im Besitz der Duffs. Rothiemay Castle wurde im Laufe der Zeit zu einem Herrenhaus entwickelt und schließlich 1964 abgebrochen. Das heutige Rothiemay House ist ein Neubau aus den 1960er Jahren.
Mains of Rothiemay wurde vermutlich in den 1740er Jahren als Gutshof von Rothiemay Castle eingerichtet. Auf der ersten Karte der Ordnance Survey aus dem Jahre 1867 sind die Gebäude des Gutshofs verzeichnet, jedoch nicht das Bauernhaus, das vermutlich später ergänzt wurde. Zum Betrieb des unterschlächtigen Wasserrads der Getreidemühle wurde Wasser aus mehreren hundert Metern Entfernung zu einem Bassin nördlich des Gehöfts geleitet und dort gestaut. Bis etwa 1959 wurden die Mains of Rothiemay genutzt. Zuletzt war das Gehöft verpachtet. Der Bauernhof wurde in der näheren Vergangenheit tiefgreifend überarbeitet und ist daher nicht in den Denkmalschutz inkludiert.

## Beschreibung
Die Mains of Rothiemay stehen wenige hundert Meter östlich von Milltown of Rothiemay nahe dem linken Ufer des Deveron. Sie sind nicht zu verwechseln mit den nahegelegenen Mains of Mayen. Die Scheune gilt als seltenes erhaltenes Exemplar einer kombinierten Scheune mit Darre in Schottland. Obschon bereits 1634 eine Scheune mit Darre am Standort beschrieben ist, wird beim vorliegenden Gebäude von einem Baujahr um 1742 ausgegangen.
Das Mauerwerk des länglichen zweigeschossigen Gebäudes besteht aus Bruchstein mit Graniteinfassungen. Die Darre an der Westseite nimmt etwa ein Viertel der Fläche ein. An der Ostseite wurde später eine Gärtnerwohnung eingerichtet. Die Darre ist mit Ventilationsöffnungen und einem jüngeren firstständigen Kamin ausgeführt. Das Walmdach ist mit lokalem Schiefer eingedeckt.
1990 wurde die Scheune in das Register gefährdeter denkmalgeschützter Bauwerke in Schottland aufgenommen. Seit dieser Zeit hat sich der Zustand des ungenutzten Bauwerks sukzessive verschlechtert. Spätestens 2008 kollabierte das Dach und die Scheune wird als Ruine beschrieben. 2015 wurde ihr Zustand als kritisch eingestuft.